# لاکست

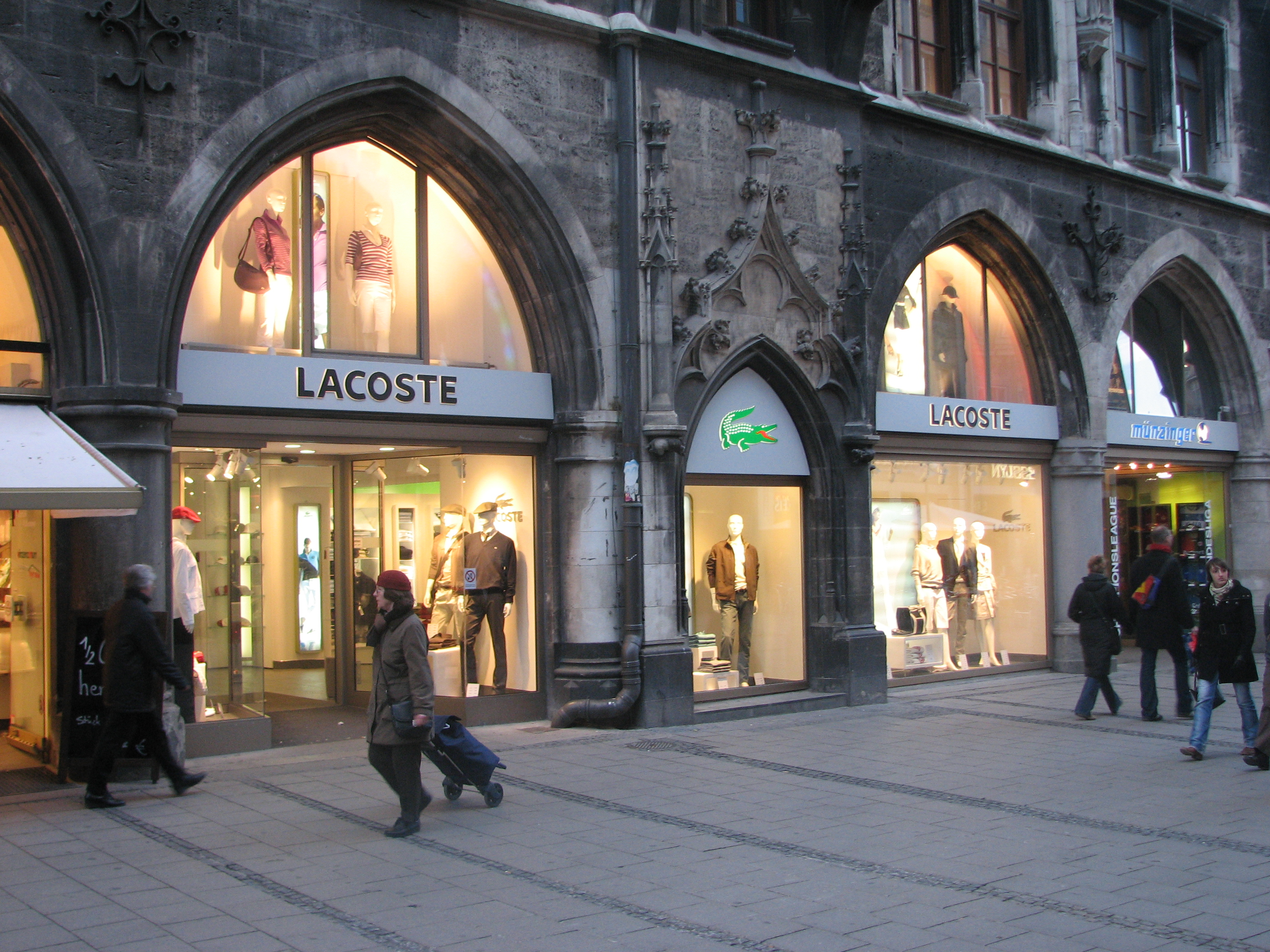
شعبه‌ای از فروشگاه‌های لاکست، در شهر مونیخ

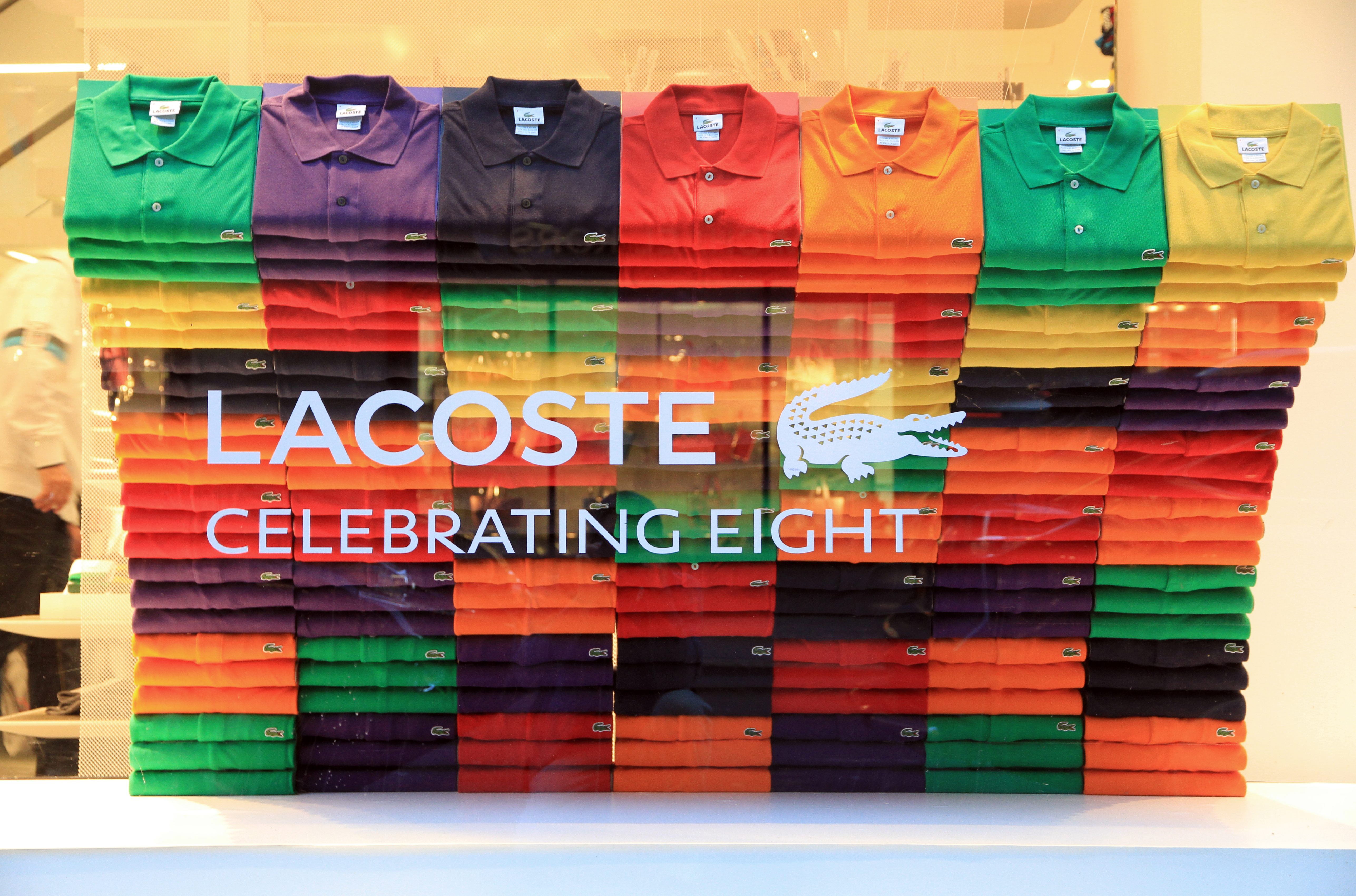
شعبهٔ لاکست در نیویورک

لاکست (به فرانسوی: Lacoste) (تلفظ فرانسوی: [la'kɔst]) شرکت پوشاک فرانسوی است. این شرکت در سال ۱۹۳۳ تأسیس شد.
شرکت لاکست در زمینه تولید و فروش انواع کالاهای لوکس، کفش، عطر، لوازم چرمی، ساعت و عینک فعالیت می‌کند. قدیمی‌ترین و مشهورترین کالای تولیدی این شرکت، تی‌شرت‌های یقه‌دار آن، می‌باشد!
این شرکت، با نشان کروکودیل سبز، که در طرح لوگوی آن است، شناخته می‌شود. نشان کروکودیل از نام مستعار بنیانگذار شرکت، رنه لاکست، گرفته شده‌است، که این نام، به دلیل سرسخت بودن، به وی اطلاق می‌شد!